# Principat de Tarragona
El Principat de Tarragona fou una concessió de govern feudal atorgada pel bisbe Oleguer de Barcelona en 1128 al cavaller normand sire Robert d'Aculley amb autorització del Papa, i com a donació efectuada per Ramon Berenguer III, comte de Barcelona, per a repoblar i fer fructíferes les terres del Camp de Tarragona, que havien quedat despoblades durant la dominació musulmana.
A la mort del bisbe concessionari, Oleguer de Barcelona, les donacions havien de ser de pactades de nou i el bisbe que el succeí, Bernat Tort proposà un nou acord de cessió els termes del qual no satisferen a Robert d'Aguiló i el nou arquebisbe, amb l'aprovació del papa Lleó IX, restituí el govern d'aquestes terres al domini del comte Ramon Berenguer IV de Barcelona en 1151.

## Origen històric: la "Croada" de Tarragona i la conquesta catalana
El Camp de Tarragona era al segle xi un territori fronterer entre els catalans cristians del Nord i els andalusins musulmans del Sud. Es trobava sotmès a la sobirania del Califat de Còrdova fins al seu desmoronament i, posteriorment, de la Taifa de Tortosa.
El juliol del 1089, el papa Urbà II es dirigí al comte de Barcelona, com a princeps de Catalunya, així com als bisbes, nobles i barons catalans, perquè emprenguessin la reconstrucció de Tarragona i poder procedir a la restauració de la metròpoli eclesiàstica, atorgant els privilegis i prebendes eclesiàstiques que es concedien als croats pelegrins de Terra Santa.
Això no obstant, a aquesta crida a la "Croada" (o reconquesta cristiana) de Tarragona contra els musulmans no hi respongué el comte català amb excessiu entusiasme, ja que la regió era una terra "de ningú", abandonada i despoblada, que ja havia estat objecte d'anteriors i infructuosos intents de reconquesta. Així, en 1090, el comte de Barcelona, Berenguer Ramon II, el Fratricida, feu una solemne "donació de la Ciutat i el Camp de Tarragona a Déu i al Príncep dels Apòstols i el seu Vicari", segons afirma Josep Iglésies i Fort a la seva obra La restauració de Tarragona.Plantilla:Cr Aquestes concessions dels drets de terres encara per conquerir eren habituals en la societat feudal. Així succeí per exemple amb concessions de drets de Lleida per a quan fóra conquerida per a la seu episcopal de Roda-Barbastre. El Papa Urbà II creà llavors un orde militar de cavallers sotmès als agustinians, encarregada de donar impuls a la incorporació de Tarragona a l'Església Catòlica. Això no obstant, tot i diversos intents, aquests cavallers croats, procedents de tota l'Europa occidental, no assoliren l'objectiu militar d'acabar amb la resistència musulmana al Camp de Tarragona.
No fou, en canvi, fins a l'any 1116 quan les tropes catalanes del comte de Barcelona, Ramon Berenguer III, prengueren la ciutat de Tarragona a les musulmanes. Això no obstant, quedaren petits reductes de resistència musulmana, que havien fugit a refugiar-se a poblacions de la Serra de Prades (com, per exemple, a Siurana).
El 23 de gener de 1118, el comte Ramon Berenguer III donava "la ciutat i el camp de Tarragona" al bisbe Oleguer de Barcelona. Resulta significativa l'afirmació efectuada en el document de donació de l'antiga Tarraco, on se la declarava "destruïda i deserta, sense conreus ni inquilins".
Amb la intenció de procedir a la seva immediata repoblació i a restaurar el poder de l'Església sobre la Seu Metropolitana de Tarragona, el bisbe Oleguer de Barcelona cercà l'ajut d'entre els guerrers nobles que havien acudit a la crida de la Croada. Fou així com contactà i lliurà la ciutat i el camp de Tarragona a un cavaller normand: Robert de Culley, conegut més endavant com Robert d'Aguiló, en qualitat de princeps de Tarragona.

## Robert d'Aguiló, concessionari del territori pontifici a títol de «príncep de Tarragona»
El 14 de maig de 1129, el bisbe Oleguer de Barcelona firmà la carta de cessió de la sobirania de la Ciutat i el Camp de Tarragona, a Robert Bordet de Culley, conferint-li el títol de «príncep de Tarragona». Es tractava d'un cavaller normand que després de casar-se en segones núpcies amb la filla d'un noble català passaria a ser conegut com a Robert d'Aguiló -forma catalanitzada del seu lloc de naixement Culley o Aculley (actual Rabodanges en Orne, França)
Aquesta cessió de sobirania era, realment, un pacte feudovassallàtic, del qual en quedaven exclosos els béns eclesiàstics. El Camp de Tarragona es constituïa, per tant, com un territori en tinença o donació feudal subordinada a l'Arquebisbat de Tarragona i a Ramon Berenguer III, amb el bisbe Oleguer Bonestruga presidint la metròpolis eclesiàstica tarragonina i, després de retre homenatge al prelat, amb Robert d'Aguiló governant «la honor» o tinença amb el títol de princeps de Tarragona, i en qualitat de defensor i protector. És a dir, lògicament, comptant amb el beneplàcit tant del Papa Gelasi II -al qui Oleguer de Barcelona havia acudit a retre obediència en 1117- i del comte de Barcelona, Ramon Berenguer III, qui, en última instància, era el senyor al qual s'infeudava el tinent.
A partir de la infeudació de Tarragona, els normands, comanats per Robert Bordet, s'instal·laren a la ciutat. Robert Bordet aprofità una antiga torre romana encara empeus, l'actual Torre del Pretori, per establir-hi el seu castell. S'iniciava així un primer procés de colonització de la ciutat, dirigit sobre el terreny per Robert, però controlat des de Barcelona per l'arquebisbe Oleguer i el comte Ramon Berenguer III.
Robert d'Aguiló fou un autèntic príncep guerrer, un cavaller medieval que reclutà soldats a la seva Normandia natal per consolidar el poder cristià sobre la zona. Encomanà part de les terres tarragonines en vassallatge a diferents cavallers cristians, els quals tenien com a objectiu repoblar l'àrea del Camp de Tarragona.

## Fi de la donació: l'assassinat de Guillem d'Aguiló promogut per l'arquebisbe
La situació a Tarragona es complicà amb la mort del bisbe Oleguer i l'elecció del seu successor. En 1146, el nou arquebisbe, Bernat Tort, un home de confiança del comte de Barcelona, fou nomenat a la ciutat. Se iniciava així un procés marcat pels continuats conflictes jurisdiccionals entre el Príncep de Tarragona i el nou arquebisbe de Tarragona, que havien d'acordar la renovació de la concessió de les terres tarragonines, amb el consens del comte de Barcelona.
En 1149, el Príncip Robert d'Aguiló, cedí el govern al seu fill Guillem, intentant fer hereditari la senyoria vitalícia donada a Tarragona. Aquest acte fou rebutjat per l'arquebisbe Bernat Tort, qui considerava que el vertader dret a nomenar un successor al Príncip li corresponia a l'Església Catòlica, ja que Tarragona pertanyia, realment, a l'Arquebisbat de Tarragona, com havia establert el comte de Barcelona, Ramon Berenguer III, l'any 1118.
En 1151 l'arquebisbe feu retrodonació de tots els seus drets sobre Tarragona a Ramon Berenguer IV, comte de Barcelona i príncep d'Aragó, però el príncep Robert no ho acceptà. En 1153, això no obstant, s'arribà a un acord entre totes les parts implicades, culminant amb la renúncia a la tinença de Tarragona de Robert d'Aguiló, qui optà, òbviament, per no enfrontar-se al poderós princeps català i a l'alta jerarquia de l'Església.
Robert d'Aguiló morí entre 1154 i 1157 (no és segura la data), però és segura la desaparició de facto et de iure del princitdo de Tarragona en aquests anys, ja que l'arquebisbe de Tarragona havia retornat al comte de Barcelona els seus drets sobre la ciutat i el Camp i, igualment, el Príncep Robert havia renunciat en el seu favor en 1153.
Això no obstant, el fill de Robert, Guillem d'Aguiló, que ja havia succeït al seu pare en vida seva, no reconegué la seva renúncia a la corona del principat de Tarragona i defensà els seus drets amb les armes contra les tropes del nou arquebisbe de Tarragona, Hug de Cervelló, que també era vassall del comte de Barcelona, Ramon Berenguer IV.
Les disputes es mantingueren, amb major o menor intensitat entre Guillem d'Aguiló i l'arquebisbe Hug de Cervelló fins que en 1168, en Tarragona, se celebrà un judici en el que es considerà vàlida la renúncia de Robert, però concedint a la família Aguiló el dret de nomenar "vegueries" i "justícies" al Camp de Tarragona. Aquesta concessió no agradà a l'arquebisbe Hug de Cervelló i aquell mateix any (1168) ordenà l'assassinat a Tortosa de Guillem d'Aguiló. Els seus germans, Robert i Berenguer d'Aguiló, acabaren per assassinar al seu torn a l'arquebisbe, Hug de Cervelló i hagueren d'exiliar-se a Mallorca en 1171, impossibilitant-se així, qualsevol intent de reconstituir com a senyoria el principat de Tarragona, que havia quedat definitivament integrat en el Comtat de Barcelona, sota la sobirania del comte de Barcelona i princeps de Catalunya, així com de les Corts Catalanes.

## El principat de Tarragona: concessió sota la sobirania del comte de Barcelona
En el diploma de concessió al príncep Robert d'Aguiló del principat de Tarragona es fa constar per
| «                                         | el arzobispo donatario (14 de marzo de 1128) que ha recibido de Ramón Berenguer (III), «Illustris comes et marchio Barchinonensium et Provintiae» la ciudad y territorio que transmite, a los que convierte en este acto, «consilio et favore praedicti Raymundi Comitis», en Principatus del que al mismo tiempo instituye como Princeps a su nuevo vasallo. | » |
| — Benito Ruano, art. cit., 1990, pàg. 68. | |   |

És a dir, el comte de Barcelona Ramon Berenguer III estableix, en paraules de Benito Ruano, un «extraño estado feudal» i transmet aquestes terres a través de l'arquebisbe a Robert d'Aguiló a títol de princeps (que a Catalunya no tenia les repercussions del nord europeu) infeudat al comte de Barcelona com al «seu nou vassall»; i el territori transmès acabarà sent retornat al Comte de Barcelona Ramon Berenguer IV. El comte de Barcelona era, efectivament, el sobirà d'aquells territoris. En una cita històrica, el professor Eloy Benito Ruano recull la forma en què el comte Ramon Berenguer IV firmà l'acceptació de la renúncia a Tarragona per part de l'arquebisbe no només com «comes Barcinonae, Tortosae, Illerdaeque marchio», sinó també com «princeps Tarraconae et Aragonum», si bé el sentit d'aquests princeps remitien a la seva capacitat per a exercir el poder, i no que fossin un «Principat» entès como una entitat política o estat medieval independent. Aragó era un regne, governat per Ramon Berenguer IV a títol de princeps; i el Camp de Tarragona, un territori depenent del comte de Barcelona que l'Església cedí a Robert d'Aguiló amb el títol de princeps.
Eloy Benito Ruano planteja, com conclusió, quina és la «naturaleza y calidad de Principado tan sui generis» i assenyala com una de les seves més destacades característiques «La escasa entidad o consideración jerárquica que por esta vez parece haber merecido el título de Príncipe y el de Principado, en su contexto hispánico, a los protagonistas.»
Per acabar, en la nota al peu de pàgina 48 del citat article de Benito Ruano (1990, pàg. 70), que jutja «congruente con cuanto llevamos consignado respecto al Principado tarraconense», s'addueix l'afirmació d'un treball de L. J. McCranc (autor de la tesi doctoral Restoration and reconquest in medieval Catalonia: The Church and the Principality of Tarragona): «Princeps, in Catalan usage, had a generic meaning perhaps different from northern interpretations of what the title entailed» (princeps, en el seu ús català, tenia un significat genèric potser diferent de com aquest títol s'interpretava més al nord).